# Étienne Guettard
Étienne Guettard (francès: Jean-Étienne Guettard)  (Étampes, 19 de setembre de 1715 - París, 7 de gener de 1786) va ser un geòleg, mineralòleg, botànic i naturalista francès. La seva signatura com a botànic és Guett.
El primer intent de fer un mapa geològic fou el què proposà el 1746 al seu llibre "Mémoire et carte minéralogique sur la nature et la situation des terrains qui traversent la France et l'Angleterre" amb els tipus i ubicació del terreny subjacent a França i Anglaterra. Va ser el primer a plantejar la hipòtesi, el 10 de maig de 1752, que el Puis de les muntanyes d'Auvèrnia (Monts du Cantal) podien ser volcans extints.

## Biografia
Estudià medicina i va ser el conservador de les col·leccions d'història natural del duc d’Orléans. Va ser professor de botànica de l'Académie des sciences. Va ser alumne de René-Antoine Ferchault de Réaumur (1683-1757) i d'Antoine de Jussieu (1686-1758).
Carl von Linné (1707-1778) li dedicà el gènere Guettarda dins la família Rubiaceae.

## Obres
- Observations sur les plantes (Durand, Paris, deux volumes, 1747), on cita les seves observacions i les del seu avi, Descurain, pharmacien à Étampes.
- Carte minéralogique, où l'on voit la Nature des terreins du Canada et de la Louisiane. Dressée par Philippe Buache de l'Ac. des Sciences sur les recherches et pour un Mémoire de Mr Guettard de la même Acadadémie. 1752. (C'est la première carte minéralogique de l'Amérique du Nord.[4])
- Mémoires sur différentes parties des sciences et arts (L. Prault, Paris, 3 volumes, 1768-1770).
- Traduí l’Histoire naturelle... de Plini el Vell (Paris, douze volumes, 1771-1782).
- Mémoires sur la minéralogie du Dauphiné (imprimerie de Clousier, Paris, 2 volumes, 1779).
- Atlas et description minéralogiques de la France, entrepris par ordre du Roi (Didot l'aîné, Paris, 1780). Arxivat 2018-09-02 a Wayback Machine.

## Biblkografia
- Adrien Davy de Virville (dir.) (1955). Histoire de la botanique en France. SEDES (Paris) : 394 p.